# MC68020

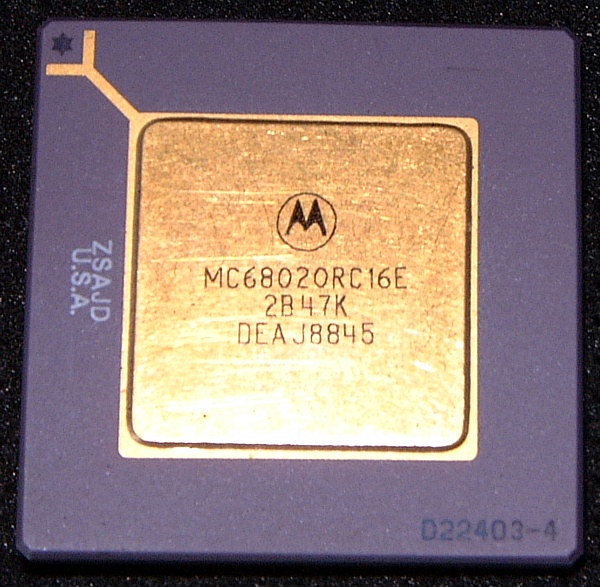
Motorola 68020

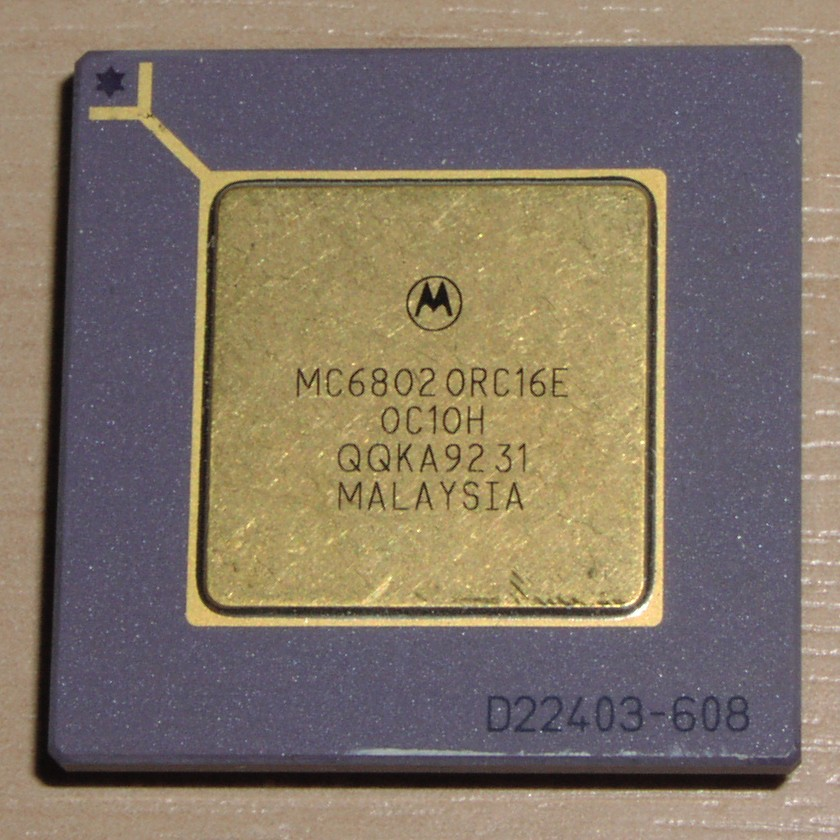
Motorola 68020

MC68020 – mikroprocesor firmy Motorola należący do rodziny M68000 (zwanej też rodziną 68k). Wprowadzony do sprzedaży w roku 1984. Osiągnął status end of life, co oznacza, że wkrótce nie będzie dostępny w sprzedaży.
Najważniejsze wprowadzone w nim zmiany (w stosunku do MC68010) to:
- 3-poziomowe przetwarzanie danych znacznie poprawiające wydajność
- dodanie interfejsu dla koprocesora, maksymalnie 8 jednostek, główne zastosowane to MMU i FPU
- 32-bitowa szyna adresowa
- 32-bitowa szyna danych
- dodanie 64-bitowego typu danych używanego w instrukcjach dzielenia i mnożenia
- około 20 nowych instrukcji
- 256-bajtowa wewnętrzna Pamięć podręczna (wraz z rejestrami CACR i CAAR)
- MSP – Master Stack Pointer, 32-bitowy rejestr wspierający wielozadaniowość.

Procesor występuje w obudowach PGA oraz PLCC. Dostępne są modele o szybkościach 16, 20, 25, 33 MHz. Istnieje też wersja EC („ekonomiczna”) – MC68EC020 – o 24-bitowej przestrzeni adresowej maksymalnie 16 MB (16 MHz/25 MHz). Zasilany jest napięciem 5 V.
Znalazł zastosowanie między innymi w komputerach Amiga, Apple Macintosh oraz akceleratorach do Amiga 500, Atari ST. Wersja MC68EC020 stosowana była standardowo w komputerze Amiga 1200 oraz konsoli Amiga CD-32.

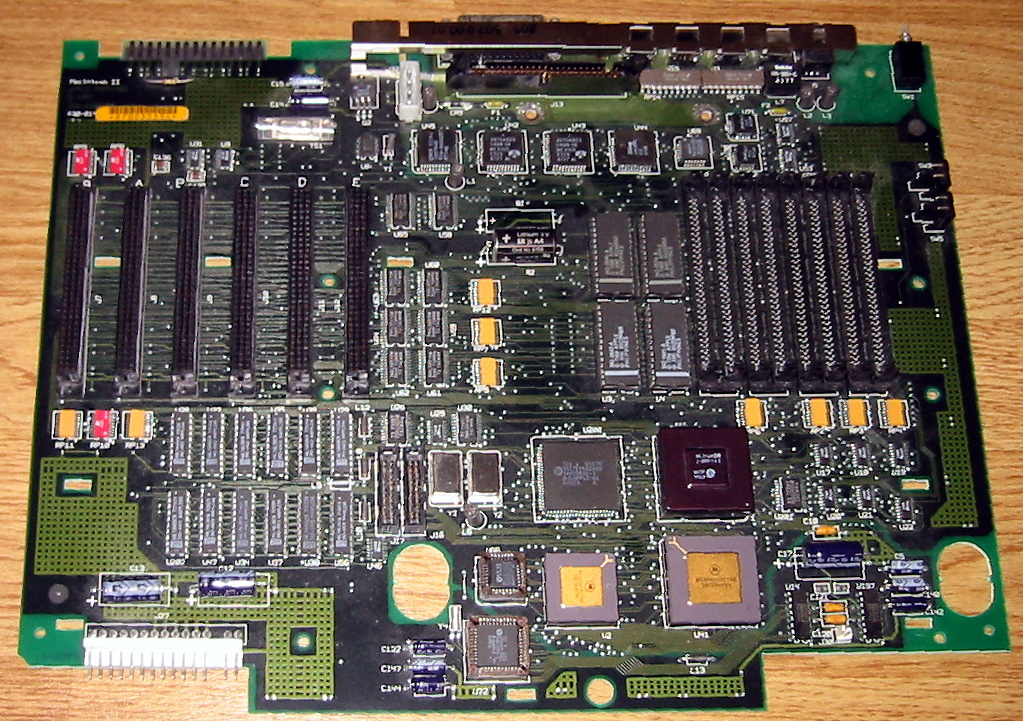
Płyta główna mikrokomputera Macintosh II. Procesor MC68020 i koprocesor MC68881 widoczne są w prawej dolnej części